# セミョーン・チェルネツキー
セミョーン・アレクサンドロヴィチ・チェルネツキー（ロシア語: Семён Александрович Чернецкий, ラテン文字転写: Semyon Aleksandrovich Chernetskii, 1881年10月24日 - 1950年4月13日）は、ロシア帝国・ソビエト連邦の作曲家、軍人。近代ロシアにおける軍楽隊の発展に寄与した。

## 来歴
チェルネツキーは1881年10月24日、ロシア帝国のオデッサ（現・ウクライナ）に生まれた。父・イザイアはバイオリニスト、母・イザベラはピアノ教師という音楽一家で、3人の姉妹も後にピアニストになった。
母からピアノを習っていたチェルネツキーは、1892年から翌年までの1年間、叔父が指揮者を務めるベッサラビア・キシナウの第24ルブヌイ竜騎兵連隊軍楽隊でトロンボーンを学んだのち、1893年から1897年までオデッサの音楽学校に通った。
1900年に父が死亡すると経済的に困窮し、第24ルブヌイ竜騎兵連隊に再び入隊する。1903年には第14砲兵旅団軍楽隊の指揮者となるが、キシナウで起こったポグロムに抵抗する自警団の活動中に左目を失明している。その後オデッサの第60ザモスキー歩兵連隊、工芸学校、孤児院などで音楽指導をする。1911年にサンクトペテルブルク音楽院へ入学し、1917年卒業。翌1918年にソビエト労農赤軍に入隊し、ペトログラード軍管区軍楽隊に配属される。
また、出生名はソロモン・イザイェヴィチ・チェルネツキーというユダヤ系の名であったが、1917年にロシア風の名前に改名している。
その後頭角を現したチェルネツキーは、1924年に国防省模範軍楽隊首席指揮者に就任、軍楽隊の新規創設と再編を進めたほか、100曲以上の行進曲を作曲した。また、1945年6月24日の独ソ戦戦勝記念パレードでは参加軍楽隊の指揮者を務め、式典で演奏された行進曲の多くがチェルネツキーの作曲によるものだった。
1946年に神経麻痺を発症すると指揮者として軍務に服することが困難になったが、1949年まで在任した。1950年4月13日、モスクワで死去（享年68）。ノヴォデヴィチ墓地第3区に埋葬された。

## 代表曲
- Салют Москвы - モスクワに敬礼（モスクワの祝砲、モスクワの花火とも）
- Славься, Советская наша страна - 祖国に栄光あれ
- Парад - パレード（閲兵式）
- Марш танкистов - 戦車兵行進曲（戦車隊員の行進曲）
- Марш артиллеристов - 砲兵行進曲
- Вступление Красной Армии в Будапешт - 赤軍のブダペスト入城
- Вступление Красной Армии в Бухарест - 赤軍のブカレスト入城
- Герои Сталинграда - スターリングラードの英雄に
- Украинский марш - ウクライナ行進曲
- Марш 8-й Гвардейской Стрелковой Дивизии имени Генерала Панфилова - パンフィーロフ少将第8親衛師団行進曲
- Торжественный марш ”Рокоссовский” - 式典行進曲「ロコソフスキー元帥」
- Марш гвардейцев-миномётчиков - 親衛迫撃砲兵行進曲
- Юбилейный встречный марш ”25 лет РККА” - 祝典巡閲行進曲「赤軍25周年」
- Встречный марш Красной Армии - 赤軍巡閲行進曲
- Встречный марш офицерских училищ - 士官学校巡閲行進曲

## 栄典
- 功労芸術家
- スターリン国家賞
- レーニン勲章
- 赤旗勲章
- 祖国戦争勲章
- 赤星勲章
- 赤軍勤続20年章